# Rek Kerrek
Rek Kerrek is een bestuurslaag in het regentschap Pamekasan van de provincie Oost-Java, Indonesië. Rek Kerrek telt 10.554 inwoners (volkstelling 2010).